# Jean Dotto
Jean Baptiste Dotto (Saint-Nazaire, 27 de març de 1928 - Oliulas, 20 de febrer de 2000) va ser un ciclista italià, de naixement, però nacionalitzat francès l'1 de setembre de 1937. Fou professional entre 1950 i 1963, destacant sobretot en les etapes de muntanya. Era anomenat el vinyataire de Cabassa.
Durant la seva carrera esportiva aconseguí una quarantena de victòries, entre les quals destaca, per sobre de tot, la primera posició a la Volta a Espanya de 1955, primera d'un francès, per davant d'Antonio Jiménez Quilez i Raphaël Geminiani. Aquell mateix any guanyà una etapa al Giro d'Itàlia. Disputà tretze edició del Tour de França, on guanyà una etapa el 1954. També guanyà dues edicions del Critèrium del Dauphiné Libéré, el 1952 i 1960.

## Palmarès
- 1948
  - 1r al Mont Ventor
- 1950
  - 1r de la Marsella-Toulon-Marsella
  - 1r a la Mònaco-Mont Agel
  - 1r a la cursa de la cota de la Turbie
- 1951
  - 1r al Gran Premi de Mònaco
  - 1r a la cursa de la cota de la Turbie
  - 1r a la cursa de la cota de Mont Faron
  - 1r a la cursa de la cota de Mont Agel
- 1952
  - 1r del Critèrium del Dauphiné Libéré i vencedor d'una etapa
  - 1r al Gran Premi de Mònaco
  - 1r a la cursa de la cota de Mont Faron (contrarellotge)
  - 1r a la cursa de la cota de Mont Faron
  - 1r a la cursa de la cota de Mont Agel
  - 1r a la cursa de la cota del Puy-de-Dôme
- 1953
  - 1r a la cursa de la cota de Mont Faron (contrarellotge)
  - 1r a la cursa de la cota de Mont Faron
  - 1r a la cursa de la cota de Gourdon
  - 1r a la cursa de la cota de Mont Coudon
- 1954
  - 1r a la cursa de la cota de Mont Faron (contrarellotge)
  - 1r a la cursa de la cota de Mont Faron
  - 1r a la cursa de la cota de Mont Coudon
  - Vencedor d'una etapa al Tour de França
- 1955
  -  1r a la Volta a Espanya
  - Vencedor d'una etapa al Giro d'Itàlia
- 1957
  - 1r al Tour de Vaucluse
  - 1r a la Mònaco-Mont Agel
- 1960
  - 1r del Critèrium del Dauphiné Libéré
- 1963
  - Vencedor del Gran Premi de la Muntanya del Tour de Romandia

### Resultats al Tour de França
- 1951. 23è de la classificació general
- 1952. 8è de la classificació general
- 1953. Abandona (2a etapa)
- 1954. 4t de la classificació general i vencedor d'una etapa
- 1955. Abandona (16a etapa)
- 1956. 19è de la classificació general
- 1957. 10è de la classificació general
- 1958. Abandona (23a etapa)
- 1959. 15è de la classificació general
- 1960. 35è de la classificació general
- 1961. 8è de la classificació general
- 1962. 58è de la classificació general
- 1963. 28è de la classificació general

### Resultats a la Volta a Espanya
- 1955. 1r de la classificació general
- 1956. Abandona (16a etapa)
- 1957. 13è de la classificació general
- 1961. Abandona

### Resultats al Giro d'Itàlia
- 1955. 17è de la classificació general i vencedor d'una etapa
- 1956. Abandona (18a etapa)